# Axixá
Axixá, amtlich portugiesisch Município de Axixá, ist eine Gemeinde im brasilianischen Bundesstaat Maranhão. Die Bevölkerungszahl wurde zum 1. Juli 2019 auf 12.130 Einwohner geschätzt, die auf einer Gemeindefläche von rund 159,5 km² leben und Axixaenser (axixaenses) genannt werden. Die Entfernung zur Hauptstadt São Luís beträgt 100 km, sie gehört zur Metropolregion São Luís. Sie steht an 159. Stelle der 217 Munizips des Bundesstaates, der zur geostatistischen Großregion Região Nordeste gehört.

## Toponym
Benannt ist der Ort nach einem der einheimischen Namen einer im Nordosten Brasiliens vorkommenden Baumart aus der Familie der Sterkulien- oder Stinkbaumgewächse (Sterculia chicha).

## Geographie
Umliegende Gemeinden sind Rosário, Icatu, Itapecuru Mirim und Morros.

## Söhne und Töchter der Gemeinde
- Adelino Fontoura (1859–1884), Lyriker und Journalist